# براشیر (تگزاس)
براشیر (به انگلیسی: Brashear) یک منطقهٔ مسکونی در ایالات متحده آمریکا است که در شهرستان هاپکینز، تگزاس واقع شده‌است.